# بشری ایجورک

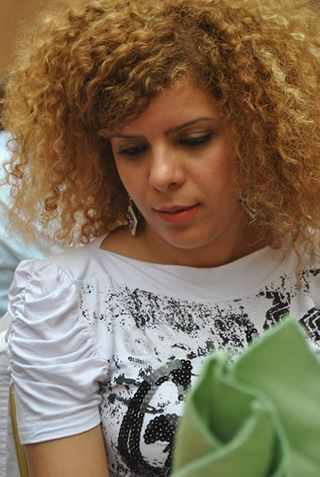

بشری ایجورک بازیگر، نویسنده و کارگردان مراکشی است که در سال ۱۹۷۶ در کازابلانکا به دنیا آمد. وی فارغ‌التحصیل مؤسسه عالی هنرهای دراماتیک و انیمیشن فرهنگی در رباط در سال ۱۹۹۸ است وی آموزش کارگردانی را در مدرسه عالی صدا و تصویر پاریس (La Femis) گذرانده‌است.
بشری از طریق ستون «فلش بک» در روزنامه المساء و سپس روزنامه الاخبار و همچنین به دلیل علاقه به کار انجمنی، کودکیو حقوق بشر به عنوان یک نویسنده شناخته شده‌است.